# Rimodernismo
Il rimodernismo è un movimento artistico che richiama alcuni aspetti del modernismo, in particolare nelle sue prime forme, e segue il postmodernismo, al quale essa va a porsi in contrasto. Gli aderenti al rimodernismo lo difendono come un impeto avanzato e radicale, non reazionario.
Nel 2000 Billy Childish e Charles Thomson, già fondatori del movimento artistico dello stucchismo, crearono il rimodernismo, con un manifesto pubblicato il 1º marzo dello stesso anno, nel tentativo di introdurre un periodo di nuova spiritualità nell'arte, cultura e società per sostituire il postmodernismo, che gli aderenti a questo movimento definirono fosse cinico e spiritualmente in declino.
Nel 2006, allo Stedelijk Museum e l'Università di Amsterdam hanno tenuto un discorso sul rimodernismo con Daniel Birnbaum e Alison Gingeras; l'introduzione a questo ha parlato della rinascita della pittura come un possibile ritorno ai valori modernisti tradizionali, come l'autenticità, l'auto-espressione e l'autonomia, in contrapposizione alla pratica multimediale. Nel 2008, il critico del London Evening Standard, Ben Lewis, ha applicato il termine a tre nomination ai Turner Prize e gli ha catalogati come un movimento che stava facendo rivivere il formalismo degli inizi del XX secolo che sosteneva i valori di un'estetica formata dalla modestia, dalla generosità e dall'emozione genuina.